# Karl Wallner
Karl Josef Wallner OCist (Beč, 24. veljače 1963.) austrijski je redovnik-cistercit, svećenik i teolog: u matičnoj opatiji Heiligenkreuz bio je svojedobno voditelj pastorala mladih i glasnogovornik opatije odgovoran za odnose s javnošću. U Heiligenkreuzu je od 1999. do 2017. godine obnašao dužnost rektora tamošnje Filozofsko-teološke visoke škole Benedikt XVI. (njem. Philosophisch-Theologische Hochschule Benedikt XVI.), na kojoj i danas kao profesor studentima predaje dogmatiku i sakramentalnu teologiju. Od 1. rujna 2016. Wallner obnaša i dužnost ravnatelja austrijskoga nacionalnog ureda Papinskih misijskih djela (njem. Missio – Päpstliche Missionswerke in Österreich).

## Životopis

### Podrijetlo i školovanje
Karl Wallner rođen je kao Josef Wallner u trgovačkoj obitelji Josefa i Margarethe Wallner i odrastao je u donjoaustrijskom selu Wampersdorfu. Godine 1982. pristupio je cistercitima u opatiji Heiligenkreuz i dobio redovničko ime Karl. Od 1981. do 1985. studirao je teologiju na Filozofsko-teološkoj visokoj školi opatije Heiligenkreuz i potom 1986. na Sveučilištu u Beču, gdje je i magistrirao. Za svećenika je zaređen 1988. godine. Doktorirao je1992. na bečkom Sveučilištu disertacijom o razlici unutarbožanskog poimanja sv. Trojstva Hansa Ursa von Balthasara i Hegela (njem. Innergöttliche Trinitätskonzeption Hans Urs von Balthasars in Abgrenzung von Hegel), a promoviran je u doktora teologije sub auspiciis Praesidentis.

### Samostansko, dušobrižničko i religijsko djelovanje
Od 1993. do 1998. godine Karl Wallner djelovao je kao voditelj pastorala mladeži Bečke nadbiskupije. Istu je dužnost od 1999. do 2016. godine obnašao u matičnoj cistercitskoj opatiji Heiligenkreuz, gdje je bio odgovoran i za organiziranje mjesečnih večernjih molitvenih bdjenja mladih pod nazivom Jugendvigil (hrv. Vigilija za mlade). U istom je razdoblju u opatiji bio nadležan za komunikaciju s javnošću i odnose s medijima, uslijed čega se osobito posvetio izradi i održavanju mrežnih stranica opatije Heiligenkreuz. Od 1999. do 2011. bio je i samostanski ceremonijar. Od 2000. do 2016. bio je član Povjerenstva za obitelj i Teološke komisije Austrijske biskupske konferencije, a od 2001. je i izabrani član njezina Prezbiterskoga vijeća. Godine 2007. bio je glavni organizator posjeta pape Benedikta XVI. opatiji Heiligenkreuz.

### Karl Wallner kao ravnatelj
Karl Wallner je 1999. imenovan najprije dekanom Filozofsko-teološke visoke škole opatije Heiligenkreuz, a prigodom njezina proglašenja papinskim veleučilištem 2007. godine, Sveta Stolica proglasila ga je prvim rektorom. Wallner je i dugogodišnji profesor dogmatike i sakramentologije.
Od 2012. do 2015. godine Wallner je kao rektor Visoke škole u Heiligenkreuzu bio odgovoran za njezinu obnovu, dogradnju i razvoj u suvremeni sveučilišni kampus.
Dana 6. lipnja 2015. Sveta mu je stolica, nakon reizbora tijekom prethodno održane veleučilišne konferencije, potvrdila četvrti rektorski mandat. Nakon njegova imenovanja na dužnost nacionalnog ravnatelja austrijske katoličke dobrotvorne ustanove Missio 2016. godine, dužnost rektora Visoke škole u Heiligenkreuzu povjerena je Wolfgangu Buchmülleru: po odredbi Maximiliana Heima, glavnog opata i velikog kancelara Visoke škole u Heiligenkreuzu, Wallner je još do 4. veljače 2019. – Buchmüllerova stvarnog preuzimanja dužnosti rektora – obnašao dužnost privremenoga upravitelja Škole.

### Prepoznatljivost u javnosti
Pater Karl Wallner poznat je austrijsko-njemačkoj javnosti po mnogim svojim duhovnim predavanjima i seminarima, osobito katehezama i često duhovitom pristupu ozbiljnim crkvenim temama. Autor je dvadesetak popularnih knjiga u kojima obrađuje teme s područja teologije i duhovnosti. Njegova knjiga Wer glaubt wird selig (2009.) dospjela je svojedobno na popis njemačkoga tjednika Der Spiegel kao jedan od najprodavanijih naslova.
Karla Wallnera šira je javnost zamijetila i upamtila tijekom 2008. godine prilikom promocije prvog CD-albuma gregorijanskih napjeva pjevačkoga zbora redovnika-cistercita donjoaustrijske opatije Heiligenkreuz pod nazivom Chant: Music for Paradise (taj album prodan je u više od milijun primjeraka) te posebice poslije promotivnoga nastupa s jednim samostanskim bratom-cistercitom u popularnoj televizijskoj zabavnoj emisiji Wetten, dass..? Thomasa Gottschalka, čiji je poziv cistercitima iz Heiligenkreuza za gostovanje u toj emisiji uslijedio nakon iznimnoga i zapaženog uspjeha njihova spomenutoga glazbenog albuma. Godine 2009. preuzeo je u ime cistercita iz Heiligenkreuza njemačku glazbenu nagradu ECHO Klassik u kategoriji "Bestseller des Jahres" (hrv. "Najprodavaniji album godine"). Godine 2011. sa samostanskom je braćom u Heiligenkreuzu utemeljio diskografsku kuću Obsculta Music, čiji je prvi objavljeni glazbeni album Chant: Amor et Passio dosegnuo platinastu nakladu.

### Missio Österreich
Papa Franjo je 2016. godine udovoljio želji Austrijske biskupske konferencije i na inicijativu vatikanske Kongregacije za evangelizaciju naroda imenovao Karla Wallnera nasljednikom Lea Maasburga na dužnosti ravnatelja katoličke dobrotvorne ustanove Missio (nacionalne podružnice Papinskih misijskih djela u Austriji, njem. Missio – Päpstliche Missionswerke in Österreich). Preuzimanjem te funkcije, Wallner je subraći opatije Heiligenkreuz prepustio mnoge svoje dotadašnje samostanske dužnosti i obaveze.

### Misionarski manifest
U ožujku 2018. Karl Wallner bio je jedan od urednika Misionarskog manifesta (njem. Mission Manifest) u kojemu su evangelikalizmom nadahnuti teolozi njemačkoga govornog područja objavili deset teza za samosvjesnije djelovanje i misionarskije usmjerenje Katoličke Crkve.

## Nagrade i odlikovanja
- 1992. – počasni prsten Republike Austrije Sub auspiciis Praesidentis
- 1998. – počasni prsten općine Wienerwald
- 2008. – papinsko odlikovanje Pro Ecclesia et Pontifice
- 2008. – Turistička nagrada Donje Austrije za javno djelovanje
- 2009. – nagrada Leopold tjednika Donjoaustrijske vijesti (njem. Niederösterreichische Nachrichten)
- 2009. – nagrada ECHO Klassik u Dresdenu (zajedno s tadašnjim kantorom opatije Heiligenkreuz p. Siemeonom Westerom za CD Chant – Music for Paradise u kategoriji Bestseller 2008
- 2014. – titula nadbiskupskoga konzistorijalnog vijećnika (njem. Erzbischöflicher Konsistorialrat)
- 2016. – Europska ruža mira opatije Waldhausen (njem. Europäische Friedensrose Waldhausen)
- 2017. – Srebrni komturski križ austrijske savezne države Donje Austrije za osobite zasluge